# Jan Karol Mertsching

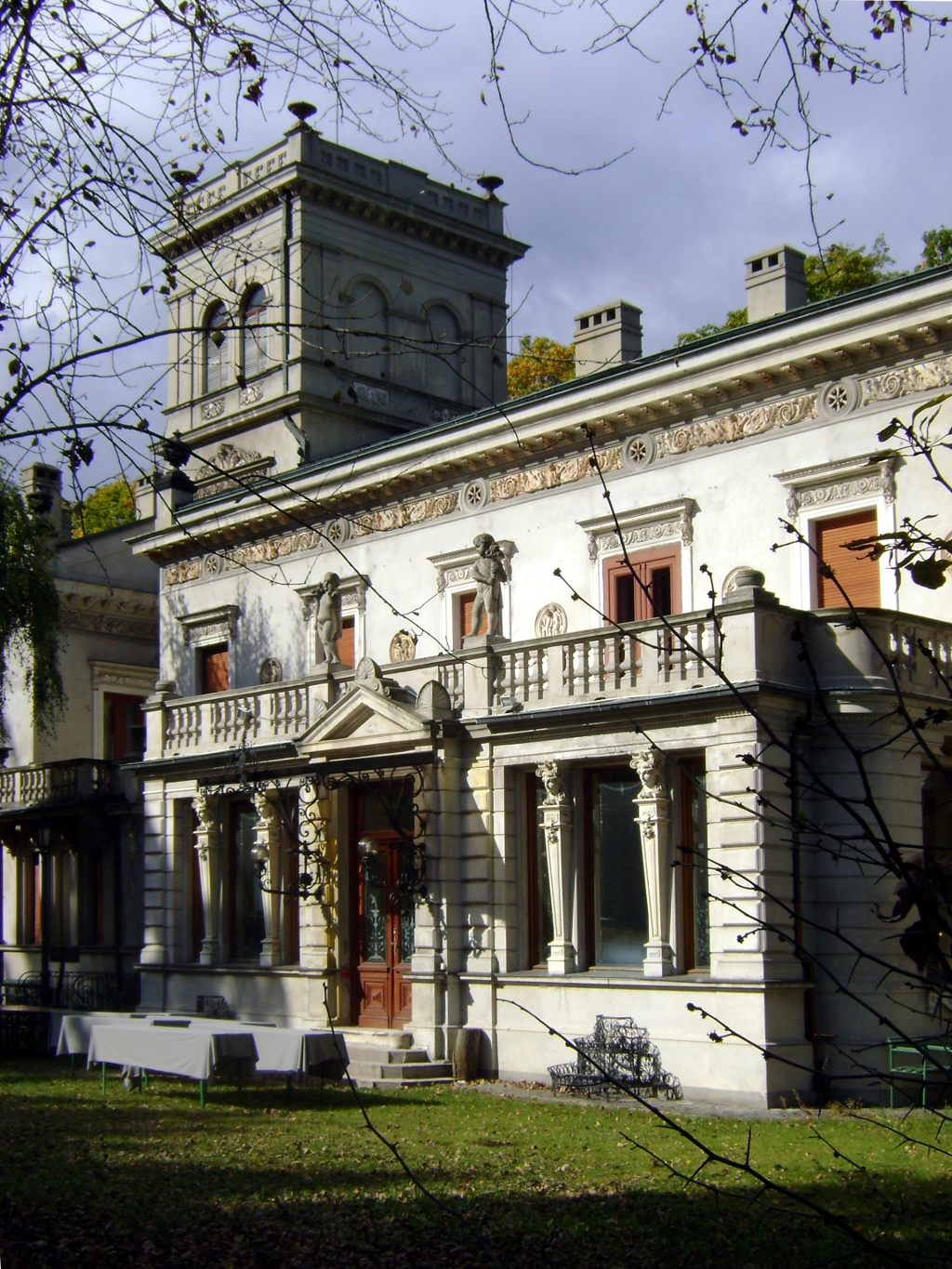
Pałac Karola Scheiblera

Jan Karol Mertsching (także Merczyng) (ur. 1818, zm. 23 lutego 1872 w Łodzi) – architekt i budowniczy.
W latach 50. i 60. XIX wieku, pełniąc funkcję budowniczego ówczesnego powiatu łęczyckiego, wykonywał plany budynków m.in. przy ulicy Piotrkowskiej oraz na Rynku Nowego Miasta w Łodzi. Od 16 listopada 1870 do 23 lutego 1872 był głównym architektem Łodzi.
Jego żoną była Matylda z domu Schlabic z którą miał syna Henryka Merczynga, znanego historyka oraz badacza reformacji. Jan Karol Mertsching był członkiem Kościoła Ewangelicko Reformowanego.

## Ważniejsze budowle
- Synagoga Alte Szil w Łodzi (1863)
- Pierwsza fabryka Scheiblera
- Pałac Karola Scheiblera